# Zuzones
Zuzones és un municipi de la província de Burgos, a la comunitat autònoma de Castella i Lleó. Com a anècdota cal dir que aquest és l'últim poble d'Espanya en una llista ordenada alfabèticament.